# Abrigo contra incêndio

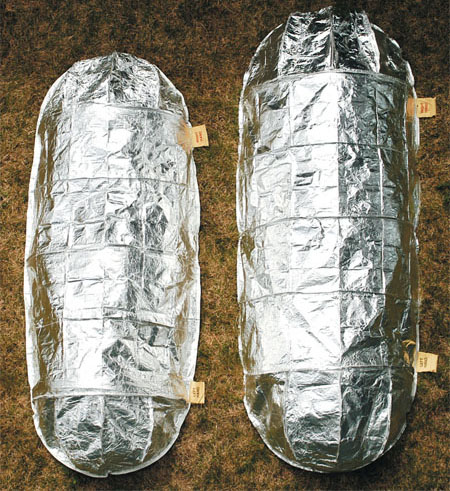
Abrigos contra incêndio fornecidos pelo governo federal dos EUA no estado implantado

Um abrigo contra incêndio é um dispositivo de segurança de último recurso usado por bombeiros florestais quando presos por incêndios florestais. Embora tal abrigo não possa suportar o contacto sustentado com as chamas, ele pode proteger a vida de um bombeiro num incêndio de curta duração. Além disso, ele é projetado para refletir o calor radiante, proteger contra o calor convectivo e reter o ar respirável — a maioria das mortes de bombeiros ocorre pela inalação de gases quentes — para que os bombeiros possam sobreviver em áreas não queimadas cercadas por fogo intenso por mais de uma hora.
Exigidos pela primeira vez nos Estados Unidos em 1977, os abrigos contra incêndio são construídos com camadas de papel alumínio, sílica trançada e fibra de vidro. Quando implantados, as suas dimensões máximas são 86 in × 15,5 in × 31 in (218 cm × 39 cm × 79 cm) e tem o formato de um monte. Quando o abrigo é embalado na sua caixa de transporte, as suas dimensões são 8,5 in × 5,5 in × 4 in (22 cm × 14 cm × 10 cm). O abrigo contra incêndio de nova geração foi desenvolvido em 2002 para substituir o antigo abrigo contra incêndio, que tem o formato de uma tenda de campismo pequena e possui uma maleta de transporte. As suas dimensões são menores do que as do abrigo da geração anterior, pesando atualmente aproximadamente 4,4 pounds (2,0 kg).
O primeiro uso conhecido de um abrigo contra incêndio foi em 1804, quando um menino foi salvo de um incêndio numa pradaria quando a sua mãe o cobriu com uma pele fresca de bisonte. William Clark observou no seu diário que o fogo não queimou as ervas ao redor do menino. Nos Estados Unidos, os abrigos contra incêndio começaram a ser usados por bombeiros florestais no final da década de 1960 e  mostraram-se extremamente eficazes. Em mais de 1.300 usos até 2022, apenas 41 mortes ocorreram.